# Воздремок
Воздремок — река в России, протекает в Щёкинском районе Тульской области. Правый приток Соловы.

## География
Река Воздремок берёт начало неподалёку от деревни Воздремо. Течёт на юг по открытой местности. После слияния с рекой Малаховкой поворачивает на запад. Устье реки находится в 16 км по правому берегу реки Соловы. Длина реки составляет 11 км.

## Данные водного реестра
По данным государственного водного реестра России относится к Окскому бассейновому округу, водохозяйственный участок реки — Упа от истока и до устья, речной подбассейн реки — Бассейны притоков Оки до впадения Мокши. Речной бассейн реки — Ока.
Код объекта в государственном водном реестре — 09010100312110000019342.